# Poskrzypka pięciokropkowa
Poskrzypka pięciokropkowa (Crioceris quinquepunctata) – gatunek chrząszcza z rodziny stonkowatych i podrodziny poskrzypek. Zamieszkuje Europę.

## Taksonomia
Gatunek ten opisany został po raz pierwszy w 1763 roku przez Giovanniego Antonia Scopolego pod nazwą Attelabus quinquepunctatus.

## Morfologia
Chrząszcz o ciele długości od 5 do 6 mm. Głowa jest wraz z czułkami czarna. Na wypukłym czole znajduje się głęboka bruzda środkowa. Przedplecze jest czerwone. Tarczka ma czarne ubarwienie. Długość pokryw jest wyraźnie mniejsza niż dwukrotność ich szerokości w barkach. Barwa pokryw jest pomarańczowa do czerwonawej z czarną smugą na szwie, rozszerzoną przed środkiem długości w łatę, parą wydłużonych, czarnych plamek na barkach oraz parą zwykle większych, okrągławych lub poprzecznych plamek wierzchołkowych.

## Ekologia i występowanie
Zarówno larwy, jak i osobniki dorosłe żerują na szparagu lekarskim. Postacie dorosłe obserwuje się od kwietnia do czerwca.
Gatunek palearktyczny. W Europie znany jest z Francji, Niemiec, Austrii, Włoch, Polski, Czech, Słowacji, Węgier, Ukrainy, Mołdawii, Rumunii, Bułgarii, Słowenii, Chorwacji, Bośni i Hercegowiny, Macedonii Północnej oraz europejskiej części Rosji. Na wschód dociera do dolnego biegu Wołgi. W Polsce jest bardzo rzadko spotykany.